# Commonwealth War Cemetery Hadra

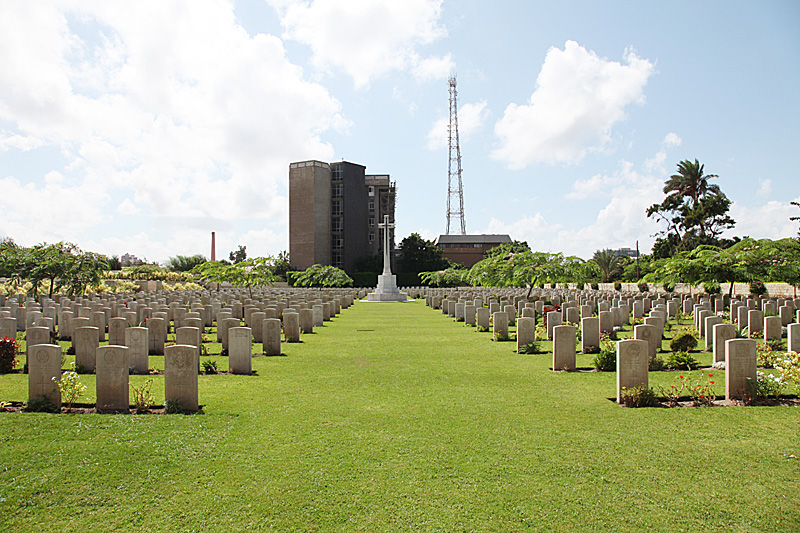
Commonwealth-Kriegsgräberfriedhof in el-Hadara, 2010

Der Commonwealth War Cemetery Hadra ist ein Soldatenfriedhof in Hadra, einem Ortsteil von Alexandria. 1.700 Gräber stammen aus dem Ersten Weltkrieg, 1.305 aus dem Zweiten Weltkrieg. Einige Gräber enthalten Kriegsopfer anderer Nationen sowie einige andere Bestattungen.